# Scrubben
Scrubben, ook bekend als exfoliëren, is het verwijderen van dode huidcellen door met bijvoorbeeld een goed uitgeknepen washand of met scrubzout over de huid te wrijven. Het doel van scrubben is het verwijderen van (een deel van) de bovenste dode huidcellen waardoor de huid zachter wordt.
Er zijn verschillende scrubgels speciaal voor gezicht, lichaam, handen of voeten verkrijgbaar. Het kan ook, goedkoper en milieuvriendelijker, met een washandje, fijn zand of met een opgevouwen wc-papiertje. Het hele lichaam kan na het douchen worden gescrubd met een washandje.

## Voetnoten
1. ↑  Je huid scrubben: alles wat je moet weten, op kruidvat.nl.
2. ↑  [https://www.plasticsoupfoundation.org/2015/08/tot-100-000-microbeads-per-scrub-beurt/ 
Tot 100.000 microbeads per scrub-beurt], op plasticsoupfoundation.org.